# Hydrablabes periops
Hydrablabes periops — вид змій родини полозових (Colubridae). Ендемік Калімантану.

## Поширення і екологія
Hydrablabes periops мешкають на острові Калімантан, на території Індонезії, Малайзії (Сабах, Саравак) і Брунею. Вони живуть у вологих тропічних лісах, на берегах струмків. Зустрічаються на висроті від 150 до 750 м над рівнем моря. Ведуть напівводний спосіб життя.